# Rana Vikrama
Pour plus de détails, voir Fiche technique et Distribution.
Rana Vikrama ou Dheere Rana Vikrama (kannada : ಧೀರ ರಣ ವಿಕ್ರಮ) est un thriller d'action indien en langue kannada réalisé par Pavan Wadeyar (en) et sorti le 10 avril 2015. Les rôles principaux sont joués par Puneeth Rajkumar, Anjali et Adah Sharma. Le film connaît un succès à travers le monde.

## Distribution
- Puneeth Rajkumar : ACP Vikram et Vikrama
- Anjali : Gowri
- Adah Sharma : Paaru
- Girish Karnad : K.V. Anand Rao – le ministre de l'Intérieur de l'État du Karnataka
- Rangayana Raghu : Kulakarni
- Vikram Singh : Johnson et Louis Batten, viceroy de Company Government (double rôle)
- Ashok
- Sudha Belawadi : la mère de Vikram
- Mukhyamantri Chandru : le ministre en chef de l'État du Karnataka
- Avinash : « Kusti » Ranganna
- Dinesh Mangalore : le député Kulkarni
- Harsha BM

## Bande son
V. Harikrishna (en) compose la musique du film, qui marque sa huitième collaboration avec Puneeth Rajkumar. Dans une interview accordée à Filmibeat, le réalisateur Wadeyar affirme que le film comprend quatre chansons, dont deux chantées par Puneeth Rajkumar. Cependant, seule une chanson interprétée par Rajkumar est retenue. Wadeyar annonce sur son compte Twitter que les chansons du film seront publiées le 10 avril 2015. L'album du film reçoit des critiques mitigées de la part des auditeurs. En voici la liste des pistes : 
| no | Titre           | Chanteur(s)                     | Paroles       | Durée |
| -- | --------------- | ------------------------------- | ------------- | ----- |
| 1  | Ranavikrama     | Kunal Ganjawala                 | Pavan Wadeyar |       |
| 2  | Airtelu Aircelu | Vijay Prakash                   | Pavan Wadeyar |       |
| 3  | Neene Neene     | Puneeth Rajkumar, Palak Muchhal | Kaviraj       |       |
| 4  | Gowri Gowri     | Karthik, Priya Himesh           | K. Kalyan     |       |